# Mike Hezemans
Mike Hezemans, född 25 juli 1969 i Eindhoven, är en nederländsk racerförare. Han är son till racerföraren Toine Hezemans.

## Racingkarriär
Hezemans blev femma i tyska Porsche Carrera Cup 1993, samt sexa i Porsche Supercup 1993. Han blev senare en framgångsrik förare i FIA GT, där han slutade på en andraplats i GT-klassen 2000. Säsongen 2001 slutade han på samma plats totalt. Han hade sedan ett antal mindre lyckade säsonger, innan han blev sexa i GT1-klassen 2005. Säsongen 2007 blev Hezemans en av de fyra förare som vann Spa 24-timmars  och blev då trea i mästerskapet tillsammans med Fabrizio Gollin. Duon blev sedan tvåa säsongerna 2008 och 2009, samt vann Spa 24-timmars 2009.